# Andrea Bezzola

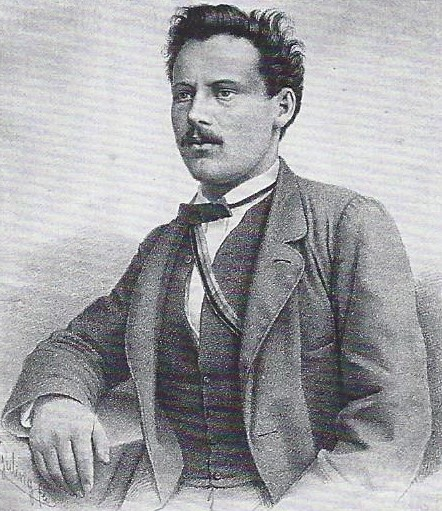
Andrea Bezzola

Andrea Bezzola (* 19. April 1840 auf Schloss Wildenberg in Zernez; † 10. Januar 1897 in Zürich) war ein Schweizer Jurist und Politiker.

## Leben
Als Sohn eines Landammanns studierte Bezzola Rechtswissenschaft an der Universität Jena, der Friedrich-Wilhelms-Universität zu Berlin und der Ruprecht-Karls-Universität Heidelberg sowie Nationalökonomie an der Universität Zürich. In Jena wurde er 1860 Mitglied der Burschenschaft Arminia auf dem Burgkeller. 1864 wurde er Advokat in Zernez, wo er in der Chasa Bezzola wohnte. Er war Redakteur und Herausgeber der Posta d'Engiadina und Mitarbeiter des Freien Rätier. Er setzte sich insbesondere für eine neue Bundesverfassung ein. 1865 bis 1869 war er Landammann des Kreises Obtasna / Sur Tasna. Er war lange Zeit Führer der Freisinnigen Partei Graubündens. 1865 bis 1893 gehörte er dem Bündner Grossrat an, deren Präsident er 1875, 1878, 1880 und 1888 war. Er war auch Mitglied des Kleinen Rates Graubündens. 1880 bis 1881 war er Ständerat für Graubünden. Er saß ab 1881 im Nationalrat (Schweiz) an und wurde 1885 Nationalratspräsident (Schweiz). 1893 bis 1897 war er Bundesrichter in Lausanne. In der Schweizer Armee war er Oberst. Er verfasste zahlreiche Gedichte und Lieder, unter anderem das engadinische Heimatlied Ma bella val, mi'Engiadina.